# Open de Moselle 2010
L'Open de Moselle 2010 è stato un torneo di tennis giocato sul cemento indoor. È stata l'8ª edizione dell'Open de Moselle, che faceva parte della categoria ATP World Tour 250 series nell'ambito dell'ATP World Tour 2010. Si è giocato all'Arènes de Metz di Metz in Francia, dal 20 settembre al 26 settembre 2010.

## Partecipanti

### Teste di serie
| Nazionalità | Giocatore             | Ranking | Testa di serie* |
| ----------- | --------------------- | ------- | --------------- |
| Croazia     | Marin Čilić           | 14      | 1               |
| Francia     | Gaël Monfils          | 15      | 2               |
| Croazia     | Ivan Ljubičić         | 17      | 3               |
| Francia     | Richard Gasquet       | 29      | 4               |
| Francia     | Michaël Llodra        | 30      | 5               |
| Germania    | Philipp Kohlschreiber | 31      | 6               |
| Spagna      | Tommy Robredo         | 40      | 7               |
| Francia     | Gilles Simon          | 41      | 8               |

* Le teste di serie sono basate sul ranking del 13 settembre 2010.

### Altri partecipanti
I seguenti giocatori hanno ricevuto una wild card per il tabellone principale:
- Thierry Ascione
- Marin Čilić
- Adrian Mannarino

I seguenti giocatori sono passati dalle qualificazioni:

- Thomas Fabbiano
- Édouard Roger-Vasselin
- Igor Sijsling
- Miša Zverev

## Campioni

### Singolare
Gilles Simon ha battuto in finale  Miša Zverev per 6-3, 6-2.

### Doppio
Dustin Brown e  Rogier Wassen hanno battuto in finale  Marcelo Melo e  Bruno Soares per 6-3, 6-3. 